# Alcoholado
Los alcoholados son los medicamentos que resultan de la acción disolvente del alcohol sobre una o muchas sustancias. Se designan generalmente con el nombre de tinturas alcohóolicas y en algunas farmacopeas con el de esencias. Algunas veces se les ha dado también, igual que a los alcoholatos, los nombres de bálsamos, elixires, quintas esencias, etc..
Se preparan por solución, maceracion o digestión y pueden contener gran número de principios diferentes, según la naturaleza de los cuerpos empleados y la fuerza del alcohol. Unas veces son una simple mezcla de alcohol y de un líquido ácido o alcalino que se une en todas proporciones con él; otras una solución directa de alcanfor, de aceites volátiles, de bálsamos o de resinas puras en el alcohol, pero las más veces se preparan poniendo este líquido en contacto con las raíces, cortezas etc., que le ceden tanta más cantidad de los principios precedentes, cuanta más contienen y más rectificado está o le suministran materias colorantes, sales e incluso, principios gomosos cuando está suficientemente dilatado en agua.
Resulta de esto que el grado del alcohol que se emplea en la preparación de las tinturas debe variar según la naturaleza de los principios que se quieren extraer. Cuando un alcoholado se componga de muchas sustancias medicinales, conviene ponerlas sucesivamente en contacto con el alcohol, comenzando por las menos solubles y acabando por las que lo son más porque si se empleasen todas a un tiempo, las más solubles saturarían pronto el líquido y le impedirían obrase sobre las otras. 